# SS Oriana (1959)
SS Oriana foi o último navio transatlântico da Orient Steam Navigation Company. Ele foi construído nos estaleiros  Vickers-Armstrongs , Barrow-in-Furness, em Cumbria, Inglaterra e lançado em 3 de novembro de 1959 pela Princesa Alexandra. Originalmente resplandecente com o tradicional casco cor amarela de seus proprietários, Oriana esteve em serviço como um navio transatlântico da Orient Line até 1966, quando a empresa foi totalmente absorvida pelo grupo P&O . Diante de rotas de passageiros cada vez menos lucrativas ao redor do mundo, o Oriana de casco branco da P&O foi operado como um navio de cruzeiro em tempo integral a partir de 1973. Entre 1981 e sua aposentadoria do serviço cinco anos depois, Oriana teve sua base em Sydney, Austrália , operando em portos do Oceano Pacífico e do Sudeste Asiático . Considerado excedente para as necessidades da P&O no início de 1986, o navio foi vendido para se tornar um hotel flutuante e atração turística, primeiro no Japão e depois na China . Como resultado dos danos sofridos por uma forte tempestade no porto de Dalian em 2004, o SS Oriana foi finalmente vendido para demolidores locais em 2005.